# Culture ouïghoure
La culture ouïghoure est la culture du peuple ouïghour, un peuple turcophone, devenu très importante lors du Khanat ouïghour, située sur le territoire de l'actuelle Mongolie et alentours. Les ouïghour sont aujourd'hui principalement situé dans la région autonome ouïghoure du Xinjiang, au Nord-Ouest de la Chine.

## Langue

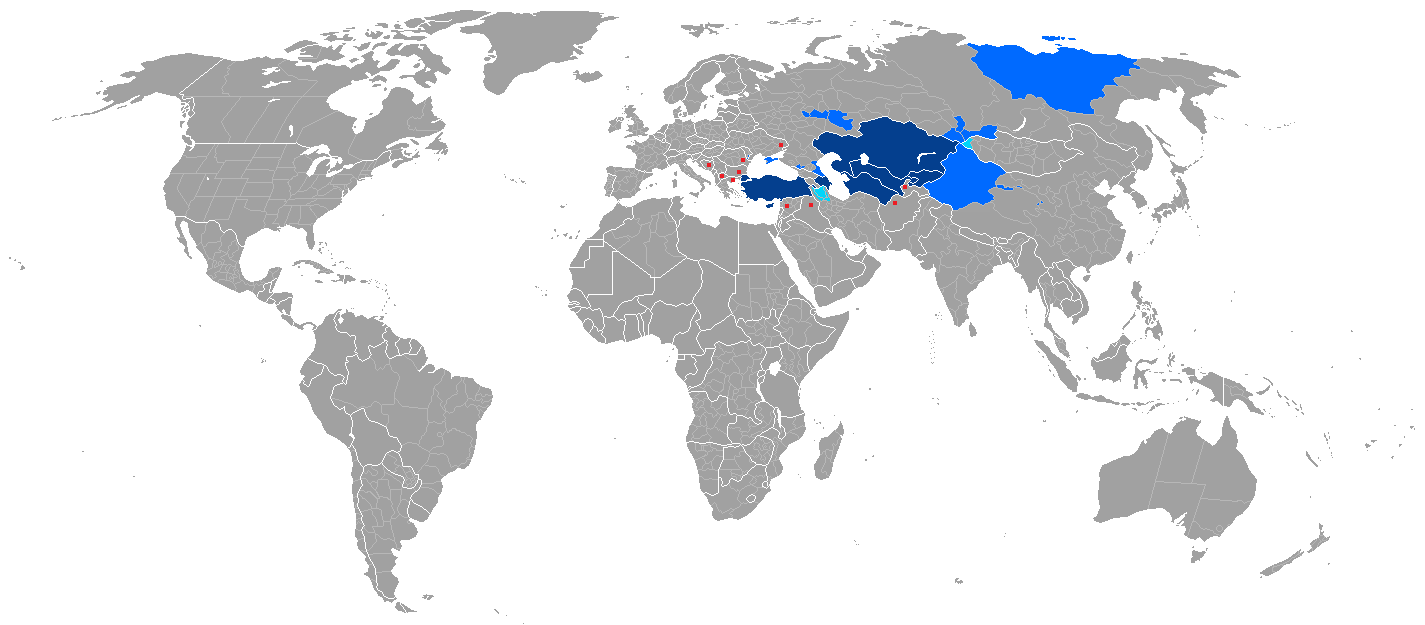
Répartition des langues turciques dans le monde

La langue ouïghoure fait partie du groupe oriental des langues ouïghoures de la famille des langues turciques.

## Écriture
Lors du Khanat ouïghour, les ouïghours utilisaient l'alphabet ouïghour, à l'origine notamment de l'écriture mongole, puis différentes écritures des langues toungouses, dont l'alphabet mandchou et xibe.
La principale écriture ouïghoure est aujourd'hui est, en Chine, l'Écriture ouïghoure arabisée, adaptation de l'écriture arabe aux langues turques, l'alphabet cyrillique est également utilisé pour cette langue dans les pays voisins.

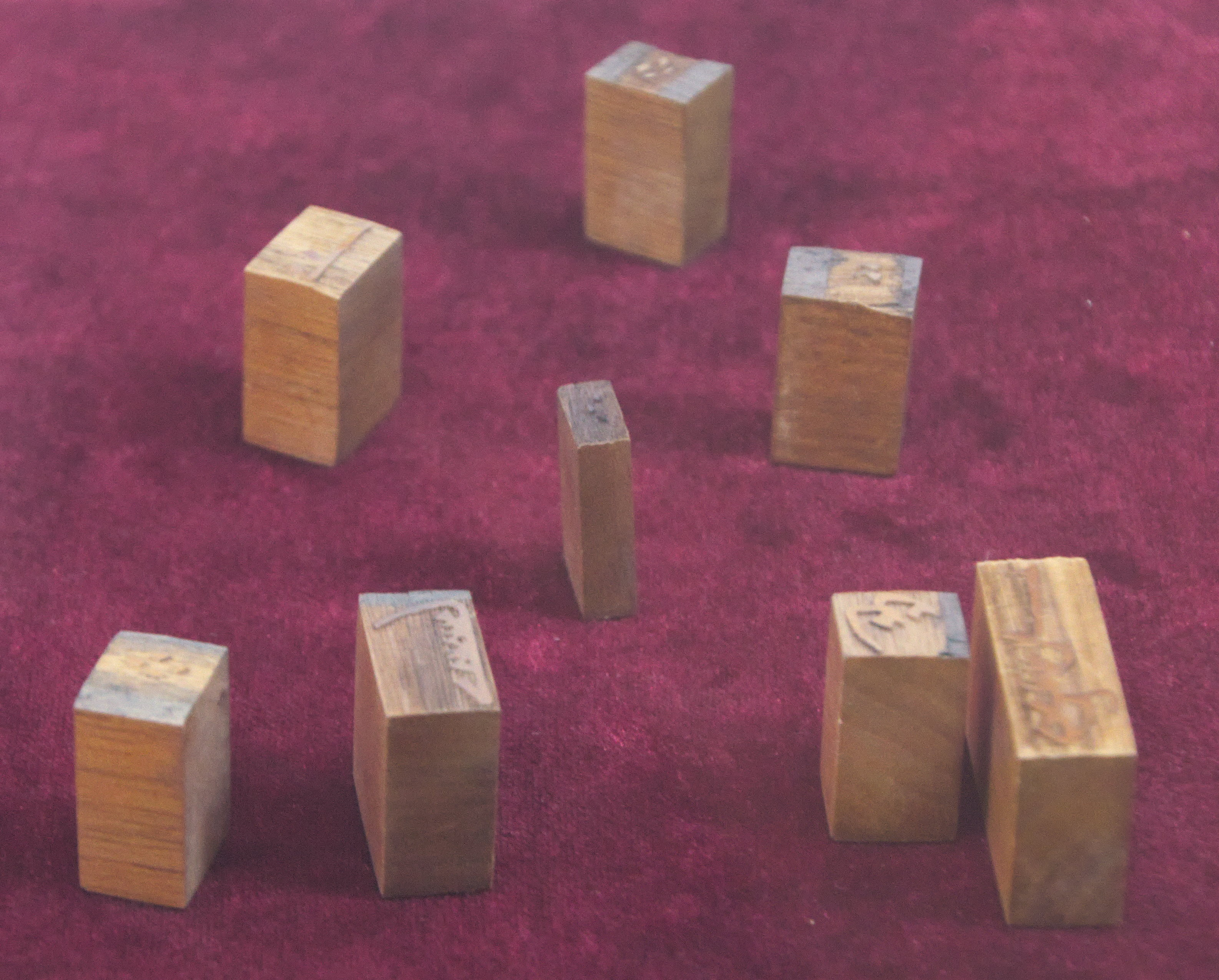
Caractères mobiles en ouïghour datant du XIIe siècle
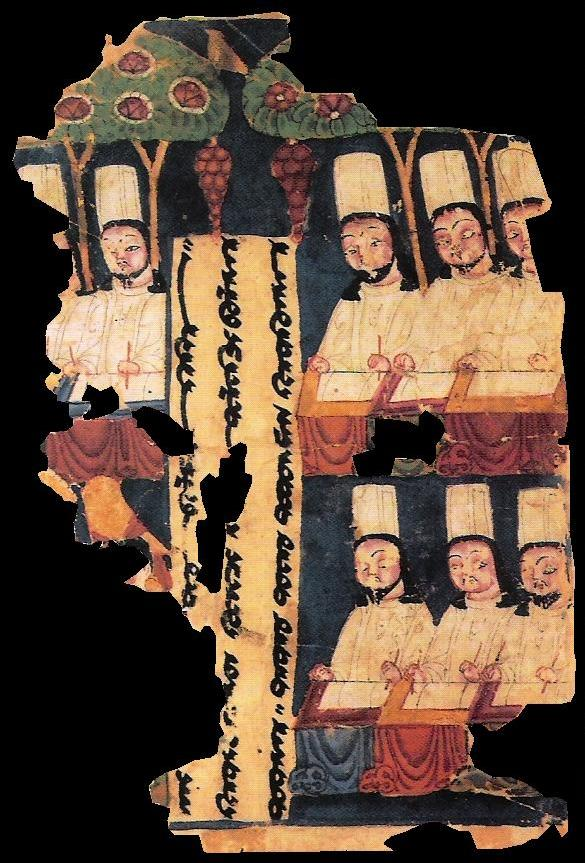
texte manichéen en ancienne écriture ouïghoure
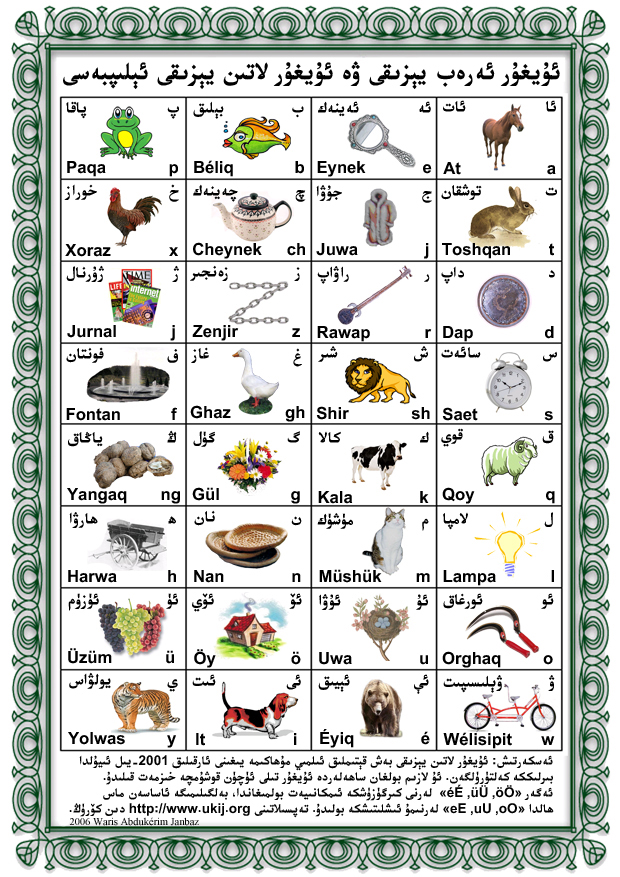
ouïghour en écriture arabe

## Gastronomie
Les laghman, des nouilles ouïghoures, différents plats à base de riz (polu, nom à rapprocher du persan polo). 
Le nan est un pain non levé que l'on retrouve également dans les cuisines indiennes et persanes est un pain au cumin et les brochettes d'agneau au cumin (ouïghour : كاۋاپ, kawap), sont des plats d'origine ouïghoure qui ont influencé la cuisine chinoise dans son ensemble.
Les fruits secs sont aussi une spécialité ouïghoure importante

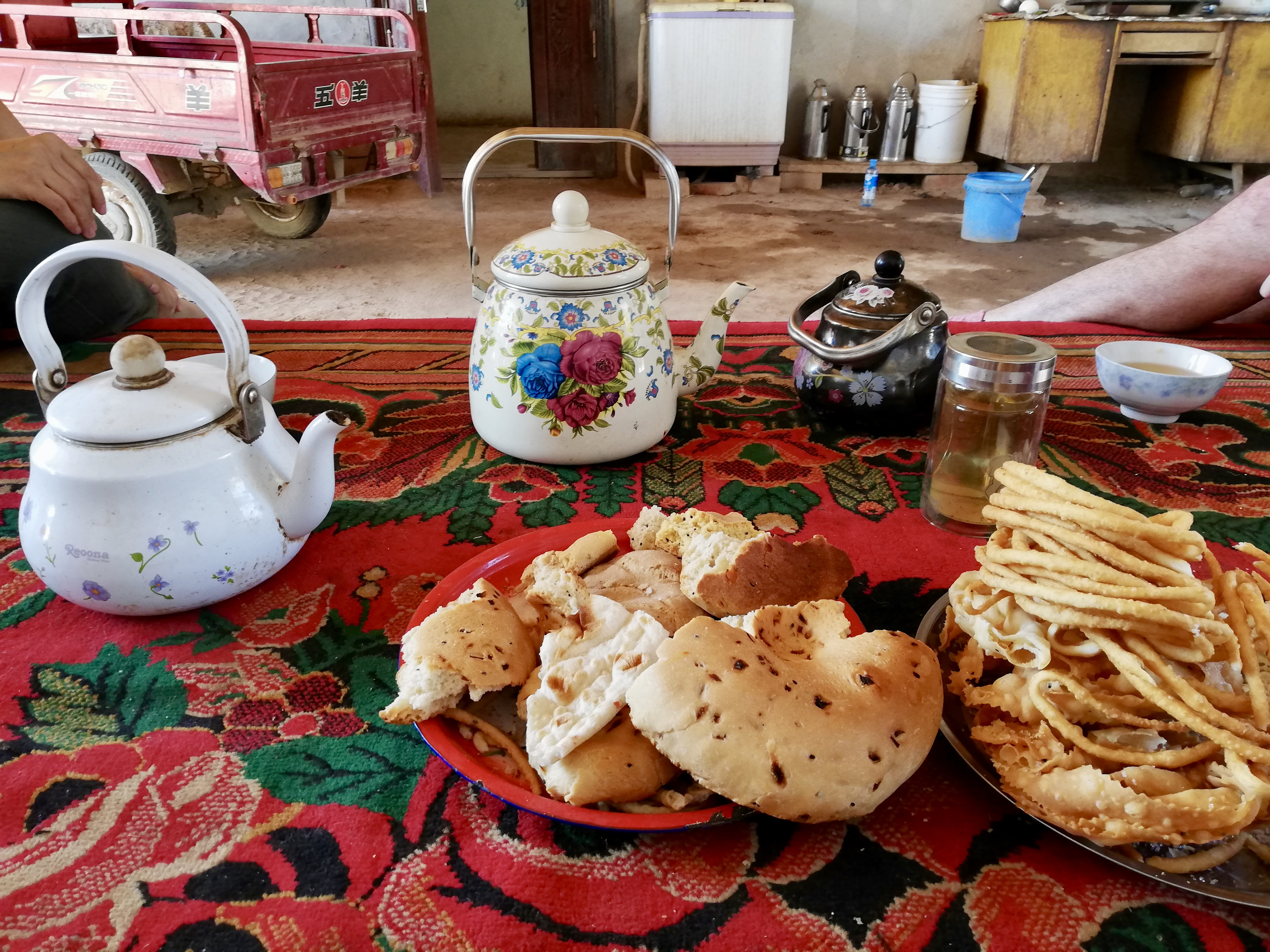
plats servis lors d'un accueil d'un invité à Turfan
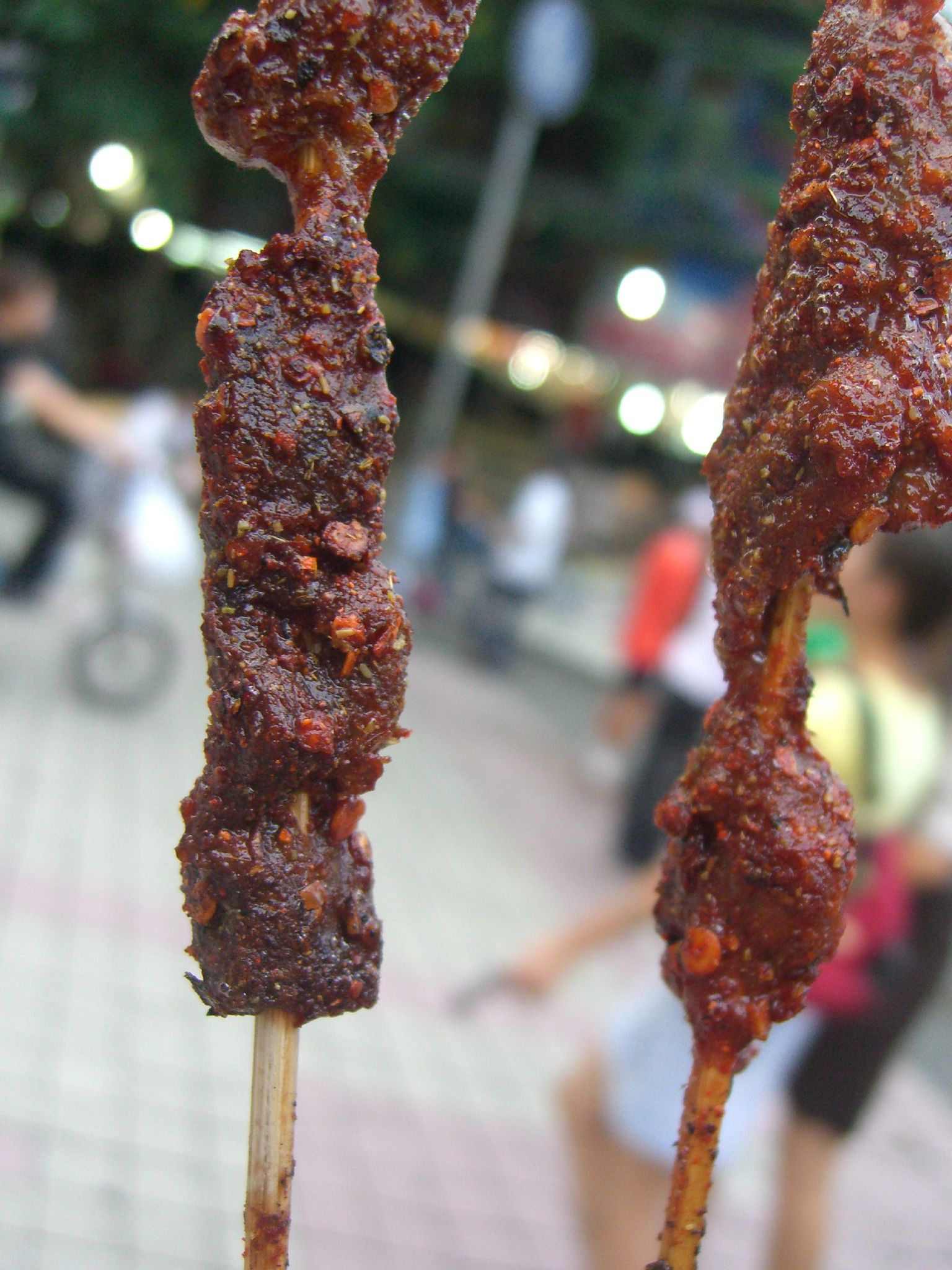
Brochettes d'agneau au cumin, au Xinjiang et Chine du Nord

## Musique

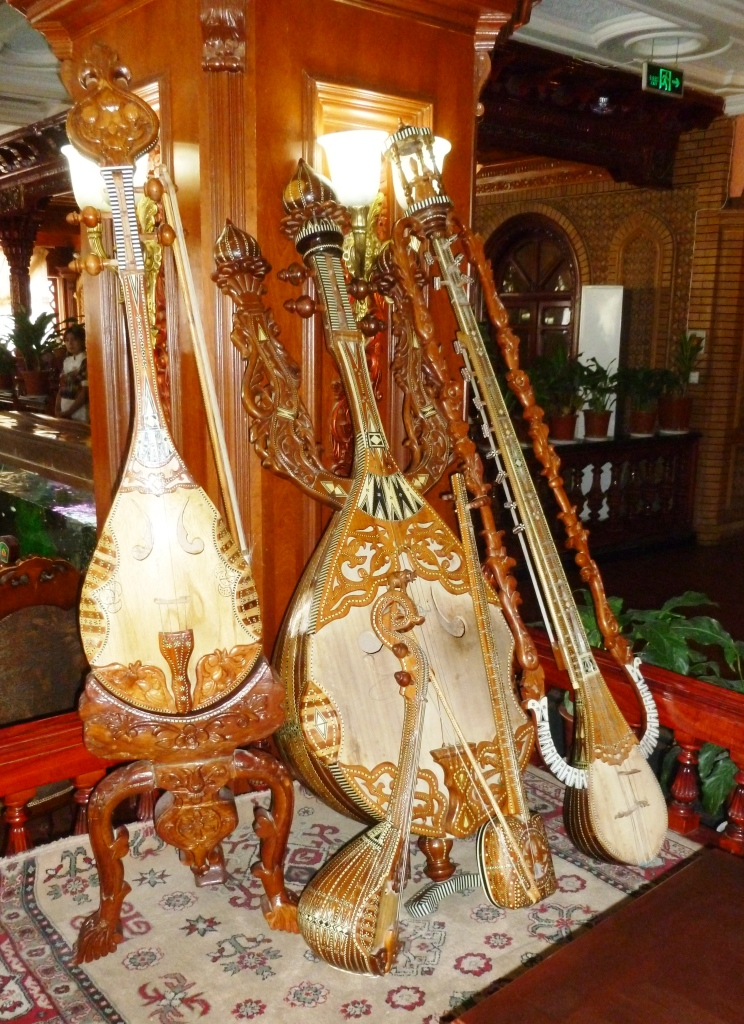
Quelques instruments à cordes ouïghours

La principale forme musicale ouïghoure actuelle est le muqam, c'est un des styles du maqâm, un système musical microtonal commune à de nombreux peuples de culture arabe et turques.

## Fêtes
Le meshrep (signifiant fête des moissons) est une fête annuelle ouïghoure au cours de laquelle différentes musiques, danses et représentations sont effectuées.

## Religion
Lors du Khaganat ouïghour (744–848), la religion d'état était le manichéisme.
Dans le Royaume ouïghour de Qocho (843 – Fin XIIe siècle - mis XIVe siècle), les trois principales religions étaient le manchichéisme, le nestorianisme (christianisme d'orient) et le bouddhisme mahāyāna.
La principale religion des ouïghours du Xinjiang est aujourd'hui l'islam.

## Protection
C'est à la fin de la Guerre Dzoungar-Qing (1687 – 1758), opposant Mandchous khanat mongol dzoungar, que la région où vivent aujourdhui la majorité des ouïghours prend son nom actuel. Ice Jecen en mandchou, Xinjiang en mandarin (新疆, xīnjiāng, signifiant « nouvelle région frontière », est donné en 1760, sous la dynastie Qing, lorsque l'empereur Qianlong décide de placer la culture ouïghoure sous sa protection personnelle.
Le muqam ouïgour du Xinjiang est proclamé au patrimoine culturel immatériel de l'humanité en 2005 et  inscrit en 2008 (3.COM) sur la Liste représentative du patrimoine culturel immatériel de l’humanité de l'UNESCO à la demande de la République populaire de Chine.
En Novembre 2010, la Chine a demandé, avec succès à l'UNESCO d'ajouter le meshrep traditionnel à sa liste représentative du patrimoine culturel immatériel de l'humanité. « Le Meshrep » a été inscrit en 2010 par l'UNESCO sur
la liste du patrimoine immatériel nécessitant une sauvegarde urgente.